# Ролевые игры живого действия

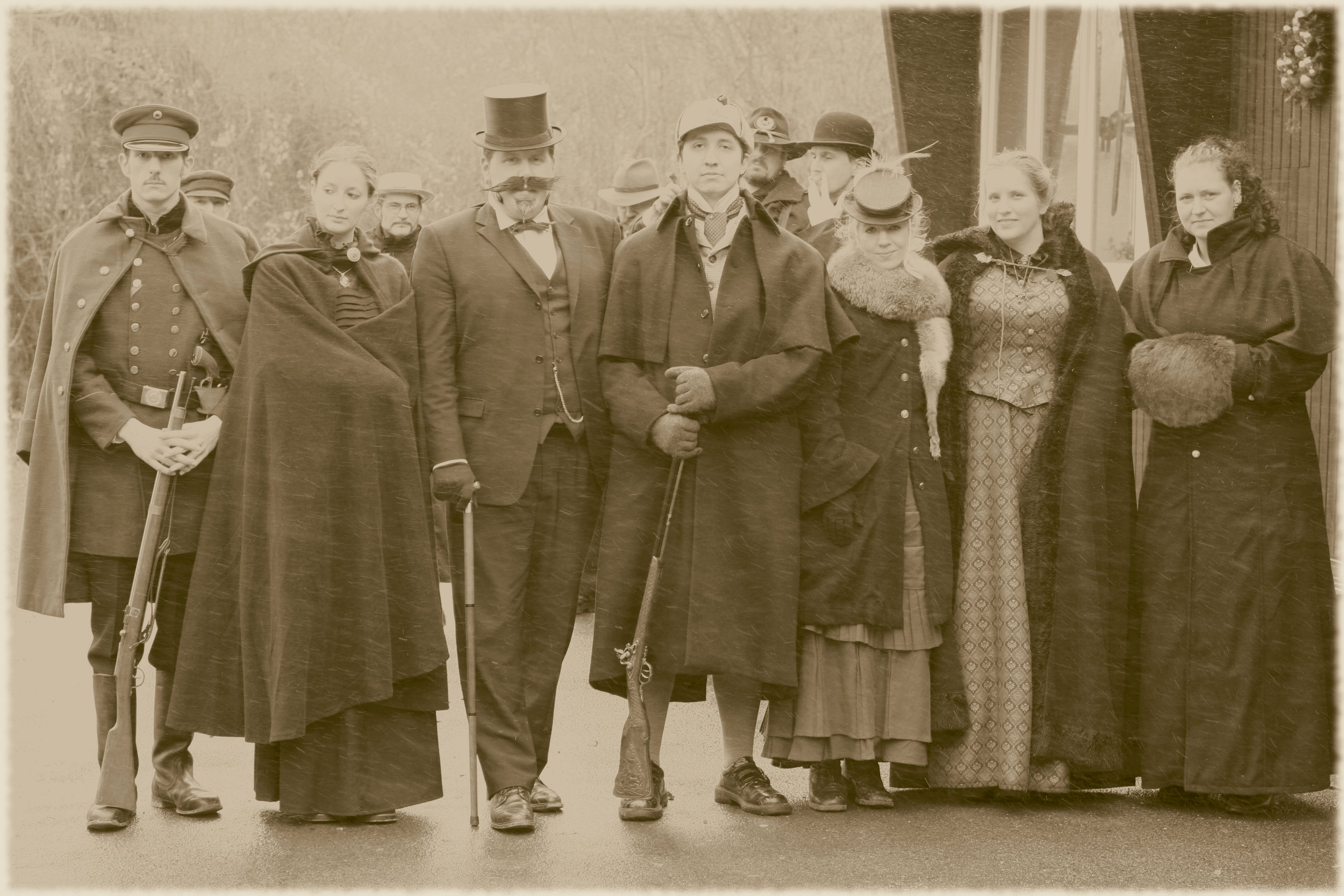
Участники в образе людей викторианской эпохи. Снято в 2006 году.

Ролевая игра живого действия (от англ. Live action role-playing game, LARP) — разновидность ролевой игры, которая характеризуется непосредственным отыгрышем действий персонажа. Весьма схожа с театральным действием, но отличается тем, что игроки действуют не по заранее написанному сценарию, а согласно мотивации своего персонажа и личным желаниям. В отличие от словесных или настольных ролевых игр, как правило, требует антуража — костюма и снаряжения персонажа, моделирования быта и сооружений, окружающей действительности. Также ролевая игра живого действия часто называется квестом (от англ. quest).

## Особенности
Как и любая ролевая игра, игра живого действия строится на том, что мастера хотят поставить какую-нибудь ситуацию (и посмотреть на результаты), а игроки, заявившиеся на эту игру, хотят поучаствовать в этой ситуации в роли одного из персонажей. Но, в отличие от настольной ролевой игры или компьютерной игры, игра живого действия использует значительно меньше условностей и больше приближена к реальной жизни. Все действия, проделываемые игроками, воспринимаются как действия их персонажей. В идеале, ситуаций «вне игры» быть не должно, но обычно это недостижимо из-за различных обстоятельств:
- необходимости действий, которые нельзя отыграть «как есть», требующих введения правил, например, применение магии;
- возможных неотложных жизненных обстоятельств, которые могут возникнуть в процессе игры;
- неигрового общения между игроками, в том числе во время ночных посиделок у костра;
- формальное следование правилам, но отсутствие следования логике мира, как пример — манчкинизм и прочие явления, мешающие ходу игры.

Правила игры на игре определяются мастером (или мастерской группой), который ставит эту игру. Обычно чётко определяются правила насильственного физического воздействия на персонажей (боевые правила), правила поведения игрока в случае смерти его персонажа (иногда называются «правила по мертвятнику»), правила воздействий способностями персонажа, которыми не обладает сам игрок (например, магия или псионика), а также правила взаимодействия игрока с моделируемыми структурами (экономика, виртуальные отряды и т. д.).
Персонаж или роль игрока обычно оговариваются заранее с мастерами. Чаще всего мастера предлагают уже написанные роли (также называющиеся «загруз», «вводная», легенда), но вполне одобряют творческую активность игрока по модификации вводной или созданию своей (вводная, полностью созданная игроком, называется «автовводная», «личная легенда» или «квента»). В любом случае критично, чтобы мастерская группа располагала информацией обо всех вводных, чтобы иметь возможность встроить как можно больше персонажей в игровую действительность.
Вводная для персонажа схематически может быть разбита на следующие пункты:
- Имя персонажа и принадлежность его группе игроков/персонажей
- Цели и задачи персонажа.
- Особенности психологии персонажа, его особые приметы, расовая принадлежность.
- Социальный статус персонажа, требования к его игровому костюму и амуниции.
- Биография персонажа, её ключевые точки и связи с другими персонажами в игре (как явные «Он твой брат, ты его ненавидишь», так и косвенные «У тебя есть близнец, но вы не виделись с рождения, ты его давно разыскиваешь»).
- Список литературных источников, в которых этот персонаж подробно описан (чаще всего прилагается к ключевым ролям).
- ТТХ персонажа

## Терминология
В ролевой культуре существует своя собственная терминология (сленг) для описания характерных предметов, мест, процессов и т. д.
- Поигровка, по игре — всё, что происходит в рамках игры.
- Пожизнёвка, по жизни — действия либо разговоры, совершаемые вне игрового мира, в реальности.
- Кабинетка — кабинетная ролевая игра.
- Камерка, камералка — камерная ролевая игра.
- Полигонка — полигонная ролевая игра.
- Квента — описание персонажа, где указываются его имя, пол, возраст, происхождения, род занятий, биография, способности, инвентарь.
- Боёвка — боевое взаимодействие.
- Нештурмовка — условно моделируемая стена.
- Кулуарка — кинжал, который легко прятать, также игровое обозначение перерезания горла.
- Ковыряльник, швайка — клинок.
- Мертвяк, мертвятник — место для умерших героев.
- Мастерятник, мастерятня — мастерский лагерь.
- Кастование — создание заклинания.
- Хил, хилить — лечение с помощью магии или зелий.
- Хит — количество единиц жизни персонажа. Части тела, по которым разрешено нанесение ударов, называются хитовой зоной.
- Тысячник — полигонная ролевая игра, число участников которой превышает тысячу человек.
- Менестрельник — выступление двух и более менестрелей для публики. Может проходить как в рамках ролевой игры, так и вне такой, например, на ролевом конвенте, фестивале или как самостоятельное мероприятие.
- Дивный — слово, обозначающее заигравшегося ролевика, переставшего разделять игровую реальность и настоящий мир.

## Классификация

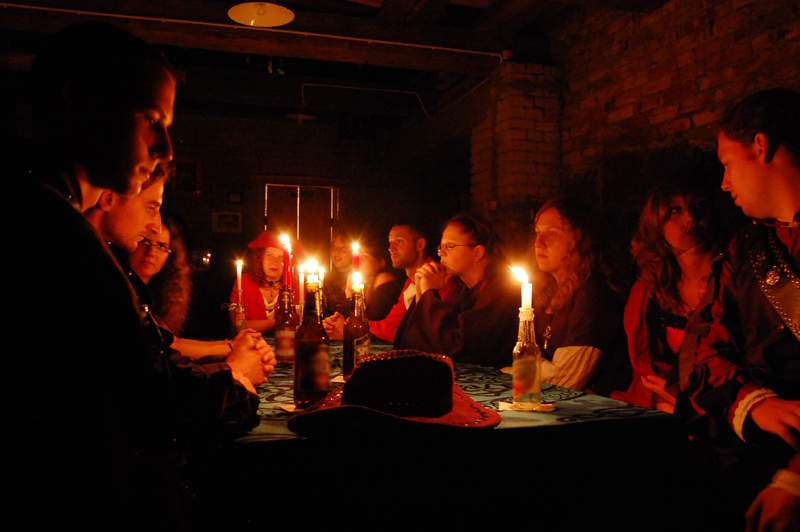
Кабинетная ролевая игра

### Кабинетная ролевая игра
Кабинетные ролевые игры («кабинетки») очень напоминают настольные, однако между ними есть существенное отличие. В «кабинетке» игрок и есть персонаж и действие происходит здесь и сейчас, а в «настолке» игрок остаётся игроком, а действие происходит в другом мире. Как правило, такие игры проводятся при небольшом числе игроков (от трёх до пятнадцати, в среднем в пределах десяти). Часто игра проходит как диалог за общим столом, иногда игроки могут перемещаться по помещению, но оно, как правило, небольшое, иначе это уже будет камерная игра. В кабинетных играх личное общение минимизировано, и группа как правило обсуждает всё вместе.

### Камерная ролевая игра
Камерные ролевые игры (также камеральные ролевые игры, «камерки», «камералки», «зальники», «павильонки») проводятся в помещении, и место действия ограничено его рамками. Во многом они похожи на полигонные, но меньше по масштабам (как по времени проведения, так и по пространству). Число участников такой игры колеблется от нескольких десятков до нескольких сотен, но чаще всего в пределах полусотни. Как правило, игра проходит в течение одного дня и ночёвка игроков не предполагается. На павильонных играх могут быть реализованы практически любые жанры, так как, в отличие от полевых игр, требования к материальному обеспечению гораздо ниже. Часто это достигается при помощи словесной игры. Так, один мастер может отыгрывать все технические возможности мира. Для павильонных игр характерна высокая концентрация действий (напряжённость), что связано со сжатыми сроками игры.
Для «камерок» характерны следующие особенности:
- Мастером продуманы все ключевые роли, однако игроки могут заявлять и свои;
- Каждый персонаж имеет цели и задачи, определённые его ролью;
- Каждый персонаж может полностью или частично выполнить свои цели;
- Ни один персонаж не может выполнить свои цели автоматически;
- Время для выполнения целей ограничено;
- Так как напряжённость игры обычно высока, а игроков немного, то смерть всего одного персонажа может иметь серьёзные последствия;
- Иногда для ограничения времени и побуждения участников к активным действиям мастерами вводятся события, на которые игроки могут повлиять только быстро развивая ситуацию (настойчивое выламывание дубовой двери возмущённым народом, нарастание интенсивности смертельного ка-гамма-излучения и т. д.)

### Полигонная ролевая игра

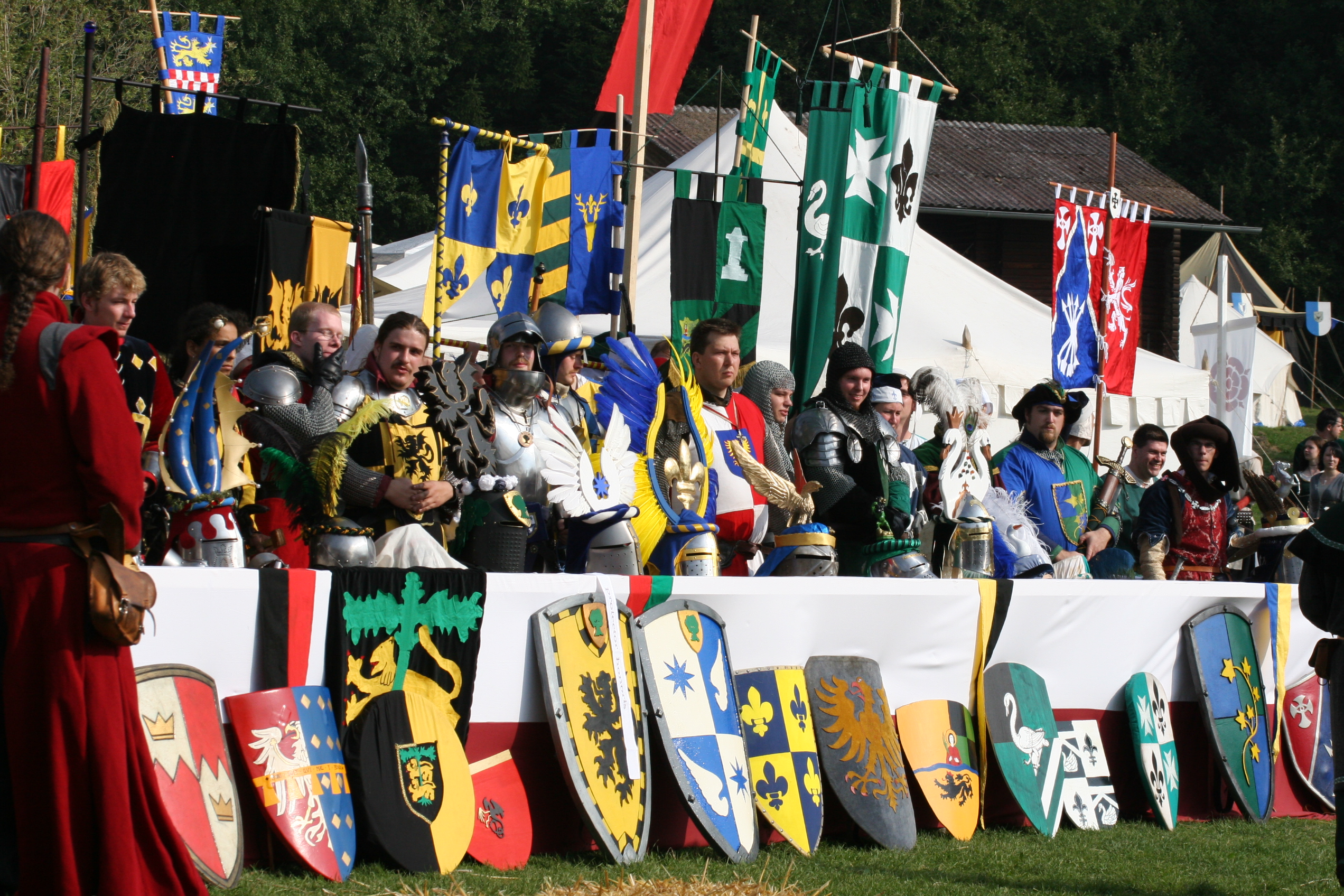
Участники современного рыцарского турнира.

Полигонные ролевые игры («полигонки», ПРИ, полевые ролевые игры, «полёвки») проводятся на местности, обычно на специально отведённом, а порой и оборудованном месте — полигоне. Они наиболее масштабны по количеству играющих и занимаемому пространству. Как правило, эти игры требуют определённого антуража — аутентичные костюмы персонажей, оружие, предметы интерьера и быта, артефакты, локации, крепости. Длительность игр может быть самая разная — от нескольких дней до недели. Численность участников колеблется от нескольких десятков на небольших «однодневках» до нескольких тысяч на крупных проектах «тысячниках». В среднем игры собирают 100 до 300 участников. Тематика игры может быть взята из истории, художественной литературы, фильма или компьютерной игры, либо быть авторской. Так как на полигонках часто необходимо строить крепости, заниматься приготовлением пищи и заготовкой дров, а также организовано сражаться, то часто на полевые игры ездят не поодиночке, а командами.
Группа лиц, занимающаяся техническим обеспечением полевой игры и не принимающая непосредственного участия в игровом процессе, с 1995 года обычно называется полигонной командой.

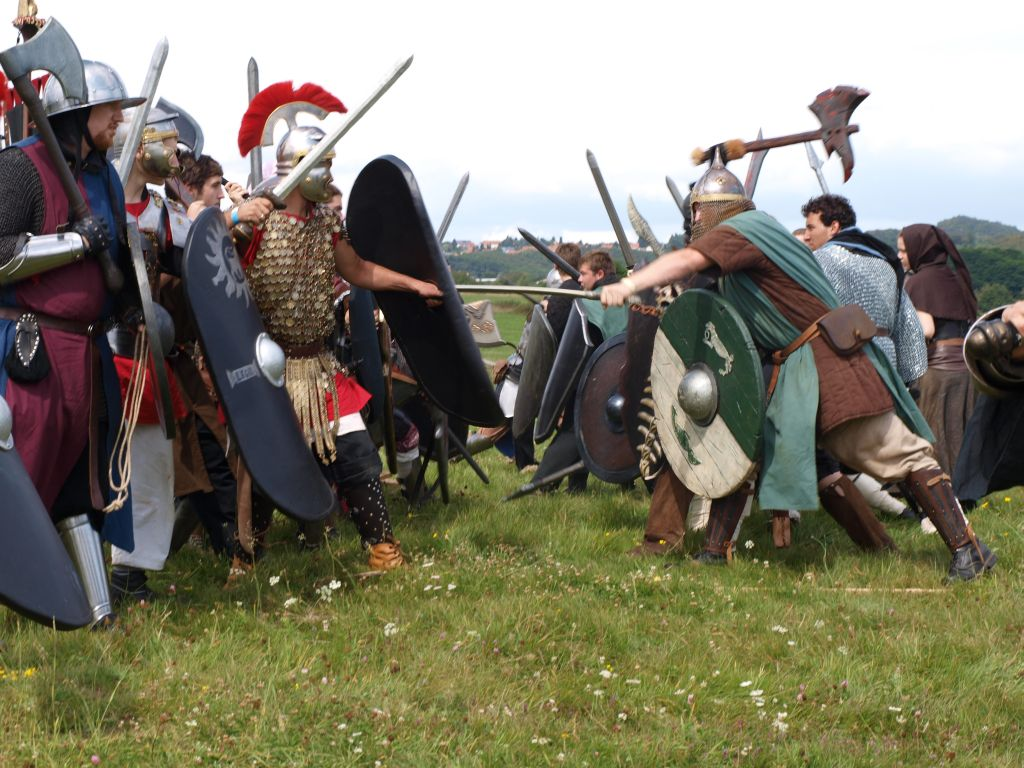
Сражение на игре Epic Empires

Среди полевых игр по основному применяемому антуражу и стилю поведения игроков выделилось несколько достаточно распространённых классов:
- Средневеково-фэнтезийные, для которых характерны мечи, доспехи и прочая средневековая утварь;
- Исторические, для которых характерны начальные условия, соответствующие некоторым историческим реалиям, вплоть до того, что все персонажи являются реально существовавшими;
- Техногенные, для которых характерны сюжеты научно-фантастической, современной или ближайшего прошлого тематики, техногенное вооружение;
- «Светские», для которых характерны балы, светские рауты, что определяет специфику подготовки игроков к подобным играм — занятия в школах старинных танцев, студиях. От других классов отличаются приоритетом эстетики в антураже, порой в ущерб функциональности снаряжения, игрового вооружения и доспехов;
- Смешанные, такие как «технофэнтези», для которых характерно смешение жанров.

Из особенностей можно выделить следующие:
- Театральность (отыгрыш). Участники полигонной игры, подобно актёрам в театре, отождествляют себя и своего персонажа и действуют исходя из логики персонажа игры и в соответствии с реалиями игрового мира. В отличие от камеральных и городских игр, театральная компонента игры в полевых условиях требует от игрока определённой условности восприятия окружающей обстановки. Например, дерево может являться углом стены замка, тропа — проезжей дорогой и т. п.;
- Условность моделирования. Действия, совершённые по игре, являются условными. Убийство отыгрывается нанесением несильного удара или иным, оговорённым в правилах действием (например, имитацией яда — пересоленная, чрезмерно кислая пища и т. п.), после чего человек изображает смерть своего персонажа. Экономика игры основана на обороте игровых денег, на которые можно приобретать игровые ценности, а также питаться в «кабаках» (собирательное название таверн, трактиров, чайных, ресторанов и других заведений), ими можно оплачивать игровые действия, например игровой ремонт сломанного снаряжения (хотя порой возможен и «пожизнёвый» ремонт) и т. д.
- Масштабирование времени и расстояний. Понятно, зачем это делается, — полигон не бесконечен, а разных важных пунктов надо разместить немало. Масштабирование характерно, но не обязательно для полевых игр. В отличие от настольных игр, например, масштабирование времени на полевой игре применяется ограниченно: например, в виде «экономических циклов», длящихся по нескольку часов, в конце каждого из которых игрок или команда получают доходы от игровой экономики, либо «производят» ресурсы и игровые ценности.
- Командность. Обычно полевая игра — это взаимодействие не только отдельных персонажей, но и локаций. В зависимости от игры команда может олицетворять как государство, город или поместье, так и некоторую небольшую организацию, например, разведывательный отряд из 4 человек. Обычно у каждой команды есть лидер, который и определяет, чем будет заниматься команда. Игрок, исполняющий роль лидера, как правило, отвечает и за неигровые организационные моменты своей команды. Как правило, вся команда имеет общий бытовой лагерь.
- Батальность. Боевые действия на полевых играх реалистичны, зрелищны и массовы. Поэтому бой на такой игре гораздо интереснее, чем на любой другой.
- Туристический компонент. Как следует из названия, полевые игры проходят в поле, то есть на природе. Из этого следует, что игроки должны везти с собой не только вещи, необходимые для игры (игровую одежду, оружие и т. п.), но и вещи, необходимые для жизни на природе (палатки, спальники, туристическую посуду и т. п.). Однако отдельные виды мероприятий могут требовать антуражного быта для игроков — например, исторических шатров, матрасов, посуды, предметов быта и т. п..

Особая разновидность полигонных ролевых игр — игры на базах отдыха. Часто их организовывают в формате выездного квеста, где организатор привозит с собой аниматоров, декорации и игровой реквизит.

### Городская ролевая игра
Среди городских игр можно выделить два класса игр — локальные игры и игры реального времени.
- Локальные игры по своей сути напоминают обычные полевые, за исключением того, что они проводятся в городе. Это накладывает определённые ограничения на моделирование, материальное обеспечение, боёвку и т. д. Продолжительность подобных игр — 2-3 дня, их численность сравнима с численностью средних полевых игр — 100—200 человек.
- Городские игры реального времени[3] — это городские игры, которые идут параллельно с реальной жизнью, что и является их основной особенностью. Как следует из названия, местом действия является весь окружающий мир. Если сравнивать их с другими видами ролевых игр, то по типу действия они где-то между полевыми и камерными, причём ближе к последним. Число участников от 10 до 100, время проведения может разниться.

Степень виртуальности на таких играх зависит от того, насколько возможности персонажа отличаются от возможностей игрока. Чаще всего городские игры в силу своей особенности проводятся по миру, похожему на реальный. Напряжённость на городских играх неравномерная: высокая в короткие промежутки времени и низкая во все остальное время.
Большинство проблем с такими играми обусловлено, в частности, следующими их особенностями:
- Как и на прочих играх, многое виртуально, но тут игрок одновременно играет роль и действует по жизни. К примеру, вы играете крупного бизнесмена, но это вас не освобождает от обязанности ходить на учёбу в институт или на работу. С точки зрения мира игры такие ситуации выглядят неестественно, и это может выбивать игрока из роли;
- Многие события также происходят виртуально, что требует частого контроля мастера. А это плохо осуществимо, и в игре начинают накапливаться неразрешённые противоречия между игроками. Тогда как на полевой игре и «камерке» мастера могут постоянно следить за игрой;
- Любое взаимодействие между игроками может быть «по жизни» и «по игре». Из-за этого могут возникать разногласия на тему «по игре это или нет». Особенно если речь идёт о полученной информации. Опять-таки игровые взаимодействия со стороны странно смотрятся и не всегда доставляют радость простым людям, не вовлечённым в игровой процесс;
- Оптимальными сюжетами для городских игр являются такие, где персонажи и должны вести нормальный образ жизни, притворяясь обычными людьми («Люди в чёрном», дозоры (по мотивам произведений Лукьяненко), вампиры, «Горец» и т. п.);
- Другое отличие городских игр — длительность игры — даёт определённые преимущества. Как правило, игрок действует без жёстких временных ограничений и может планировать свои действия надолго вперёд. С одной стороны, это придаёт действиям правдоподобность, допускает какие-то неожиданные повороты игры. С другой — игра занимает много времени, требует действий одновременно с повседневной жизнью, из-за чего многие опытные игроки не могут участвовать в игре. Как следствие, возникает нехватка опытных игроков на сильные роли.

### Игра-бал

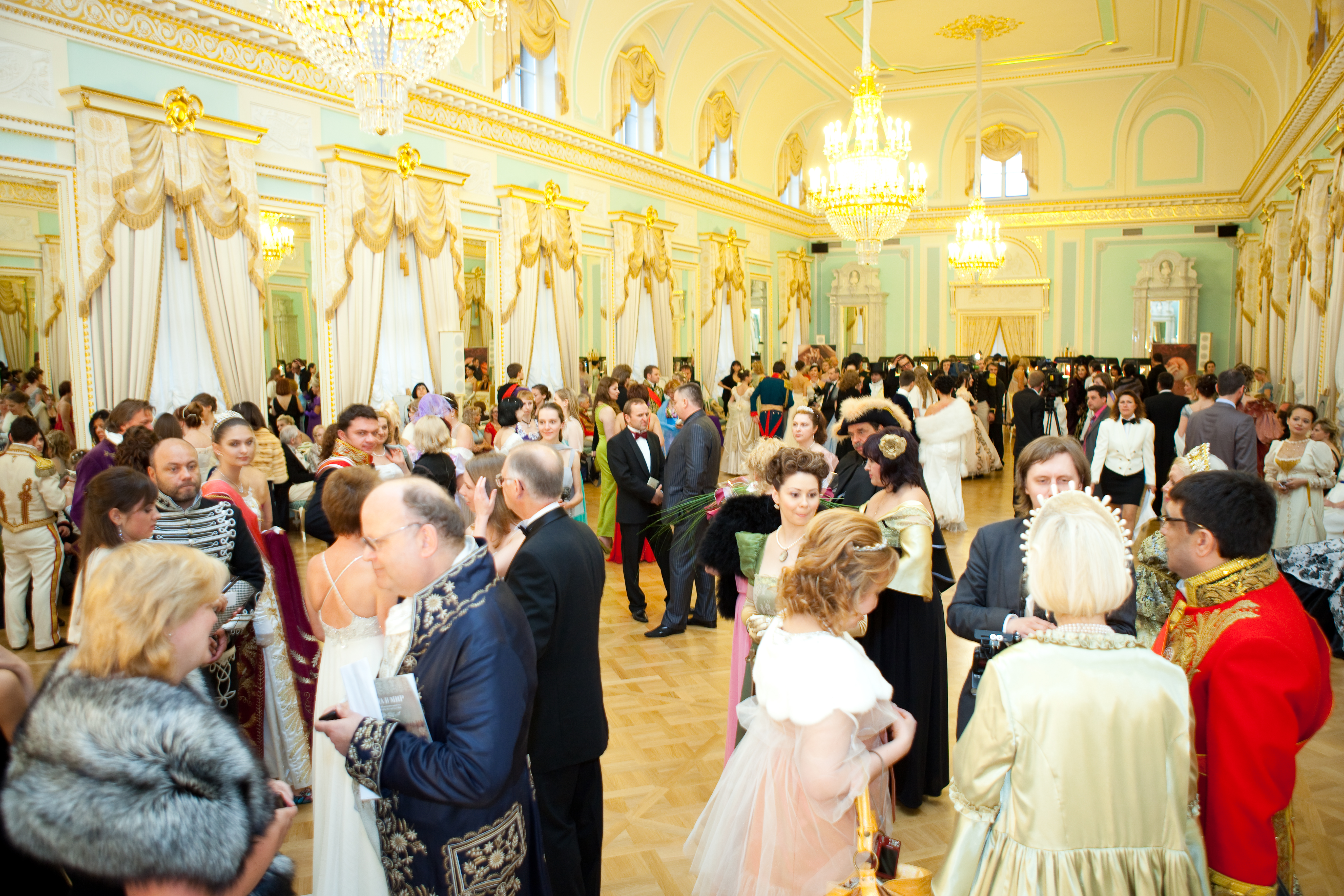
Бал «Война и мир» 2010 года

В рамках ролевого сообщества часто проводятся тематические балы, которые могут быть как историческими, так и на тему вымышленных миров. Основное отличие игр-балов от обычных балов состоит в том, что на них участник отыгрывает определённую роль и, следовательно, есть сюжетная составляющая. Как правило, светскому общению, интригам и тайным переговорам всегда уделено особое место.
Суть бала — сочетание старинных танцев (вальс, полонез, менуэт, кадриль, бранль, кастарват, алеманда, полька, павана и другие) и передачи атмосферы эпохи, характерной для ролевой игры. Роль, поведение и костюм должны строго соответствовать тематике данного бала. На балах предъявляются самые строгие требования к костюмам, а также к умению танцевать. Большинство участников занимаются в студиях исторического танца. Разумеется, помимо танцев во время бала происходят и другие мероприятия: игры, выступления актёров, менестрелей, театральные постановки.

### Страйкбольная ролевая игра
Страйкбольная ролевая игра представляет собой сочетание полигонной ролевой игры и страйкбола. Его отличие от обычной «полигонки» заключается лишь в том, что используются страйкбольное оружие и правила. Одна из наиболее популярных вселенных для проведения подобных игр — S.T.A.L.K.E.R.

## LARP в других странах
В английском языке известен акроним LARP, а в других странах ролевые игры называются:
- Швеция: Lajv
- Норвегия: Laiv
- Дания: Live
- Франция: GN